# Кумбазар
Кумбазар (каз. Құмбазар) — село в Аральском районе Кызылординской области Казахстана. Входит в состав Бекбауылского сельского округа. Код КАТО — 433238500.

## Население
В 1999 году население села составляло 541 человек (295 мужчин и 246 женщин). По данным переписи 2009 года, в селе проживало 528 человек (276 мужчин и 252 женщины).